# Jung Hoon-min
Jung Hoon-min (kor. 정훈민; * 29. April 1985) ist ein südkoreanischer Badmintonspieler. 

## Karriere
Jung Hoon-min gewann 2003 die Canadian Open. Im Folgejahr wurde er jeweils Dritter bei der Welthochschulmeisterschaft und bei den Vietnam International. Bei den Vietnam International 2005 belegte er Rang zwei, bei den India International 2006 siegte er im Mixed und wurde Dritter im Einzel.

## Sportliche Erfolge
| Saison | Veranstaltung       | Disziplin    | Platz | Name                             |
| ------ | ------------------- | ------------ | ----- | -------------------------------- |
| 2003   | Canadian Open       | Herrendoppel | 1     | Hwang Ji-man / Jung Hoong-min    |
| 2006   | India International | Mixed        | 1     | Jung Hoong-min / Jung Youn-kyung |